# Ferrisia virgata
Ferrisia virgata is een luis uit de familie Pseudococcidae. Het insect voedt zich met verschillende gewassen, waaronder katoenplanten.  

## Kenmerken
Het lichaam is bedekt met een witte waslaag en over de dorsaal lopen in de lengte twee zwarte strepen. Het lichaam heeft een ovale vorm en is donkergrijs van kleur. De poten daarentegen hebben een bruine kleur. De vrouwtjes zijn tussen de vier en 4,5 millimeter lang.
De luis kan verschillende plantziektes overbrengen en voedt zich met alle delen van de planten waar hij op parasiteert. Daarbij kan hij zich ook verplaatsen naar de wortels van een plant in tijden van droogte. De luis heeft echter een voorkeur voor onbeschermde delen van de plant.
Het aantal generaties per jaar verschilt per regio. Zo wordt slechts een enkele generatie luizen per jaar gebaard in India, terwijl dit het drievoudige is in Egypte. In India is onderzocht hoeveel nakomelingen een enkele luis kan voortbrengen. Het gemiddelde ligt tussen de 109 en 185 larven, maar dit aantal kan oplopen tot 500.

## Verspreiding
Ferrisia virgata komt voornamelijk voor in tropische gebieden, maar zijn gehele verspreidingsgebied beslaat Afrika, Europa (in 2000 enkel waargenomen in Frankrijk), Zuid- en Noord-Amerika, alsmede het Caribische Gebied, Zuid-Azië en Oceanië. De soort stamt uit de nieuwe wereld.
De luis voedt zich met verschillende gewassen, waaronder aubergines, cacaoplanten, cassave, citrusplanten, katoenplanten, koffieplant, tomatenplanten en papaja's.

## Symptomen
Wanneer Ferrisia virgata op planten parasiteert, worden deze aangetast. Bij verschillende delen van de plant treden ook verschillende symptomen op. Wanneer de luis zich voedt met vruchten kan een verkleuring optreden en kan de luis een laagje honingdauw achterlaten op de vrucht waar vervolgens weer schimmels op af komen. Wanneer geparasiteerd wordt op de bladeren kan tevens een verkleuring optreden en ook bladeren kunnen bedekt worden met een laagje honingdauw. Daarnaast kunnen planten hun bladeren in zijn geheel verliezen. Ook bij aantasting van de stengel treden verkleuringen op en kan een laag honingdauw gevormd worden.

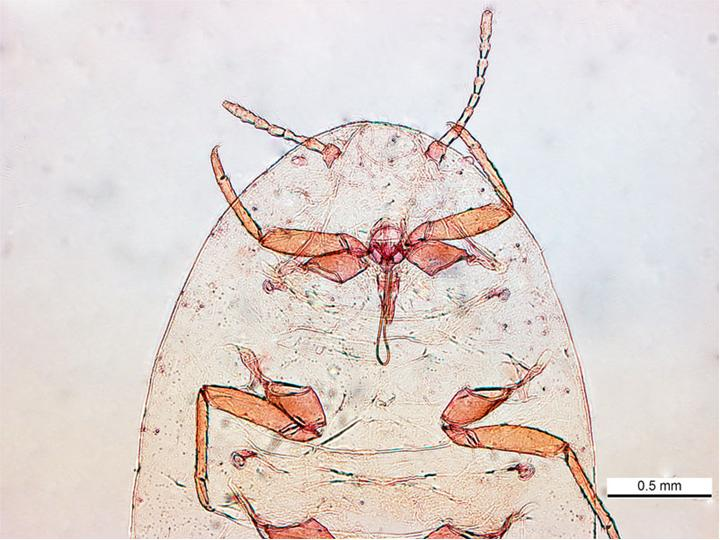
Antennes
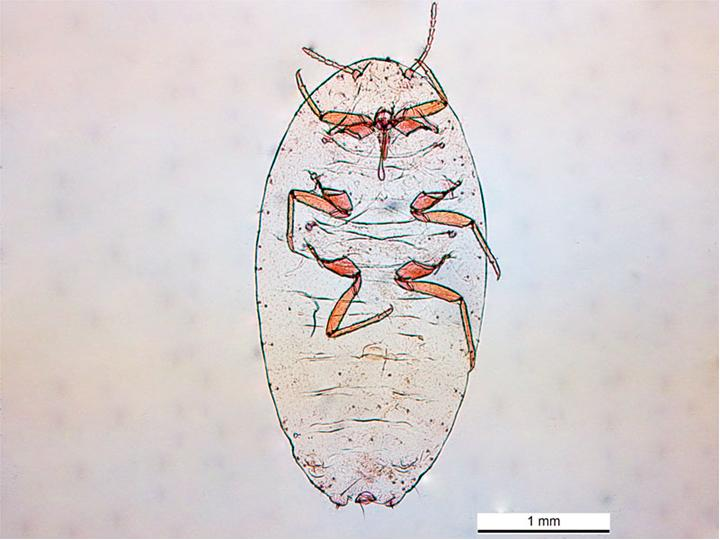
Het dorsaal
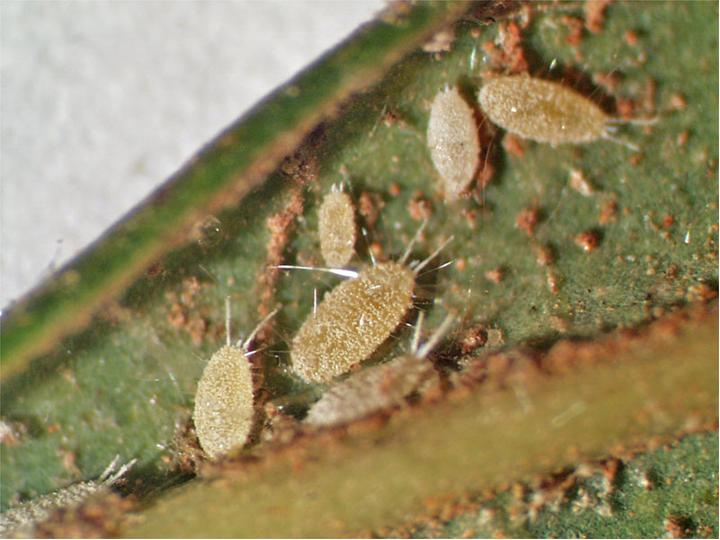
Meerdere exemplaren die een blad aantasten